# Ali Khamenei
Ne doit pas être confondu avec l'ayatollah Khomeini.
Ali Khamenei (en persan : علی خامنه ای), né le 19 avril 1939 à Machhad (État impérial d'Iran), est un ayatollah et homme d'État iranien, Guide suprême de la Révolution islamique depuis 1989.
C'est le poste le plus important de la république islamique d'Iran, au-dessus de la charge de président de la république islamique, qu'il occupe lui-même de 1981 à 1989, durant la direction de l'ayatollah Rouhollah Khomeini.
Ayant le titre de Marja-e taqlid (grand ayatollah), le plus élevé du clergé chiite duodécimain, son turban noir indique qu'il se réclame seyyed, c'est-à-dire qu'il est un descendant du prophète Mahomet via Ali Zayn al-Abidin.

## Biographie

### Origines et famille

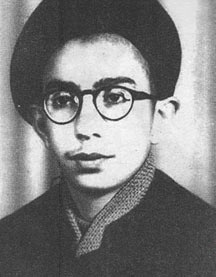
Ali Khamenei durant son adolescence.

Ali Hossaini Khamenei est né en 1939 à Machhad, une ville considérée comme sainte dans l'islam chiite et un centre religieux très important, dans une famille religieuse. Son père Javad Khamenei est un Azéri de Khameneh né à Nadjaf (Irak), une autre ville sainte du chiisme. Sa mère Khadijeh Mirdamadi (fa) est la fille d'un clerc. Le couple a 8 enfants. Les conditions de vie de leur ménage sont modestes. Ali Khamenei est leur second fils. Il a deux frères qui deviendront également religieux et perpétuent la tradition familiale. L'ancêtre de Khamenei est Hossein Tafreshi dont la lignée remonte — selon certains — au quatrième imam chiite Ali Zayn al-Abidin,,.
Ali Khamenei est marié avec Mansoureh Khojasteh Bagherzadeh, avec laquelle il a eu au total 6 enfants. Il a 4 fils (Mostafa, Mojtaba, Masoud, et Meysam) et 2 filles (Boshra et Hoda). Plusieurs de ses fils sont des dignitaires religieux.

### Études littéraires et linguistiques
Dès son enfance, Ali Khamenei se distingue par son profil atypique : il aime la littérature plus que la théologie et passe plus de temps à la bibliothèque Astan-e Qods-e Razavi, la plus grande collection de livres en Iran, qu’à la mosquée. Il apprécie les livres de Mikhaïl Cholokhov, Alexis Tolstoï, Victor Hugo, Honoré de Balzac et Michel Zévaco[réf. nécessaire]. Son roman préféré est Les Misérables, sur lequel il déclare :

« J'ai lu la Divine Comédie. J'ai lu Amir Arsalan. J'ai aussi lu Les Mille et Une Nuits. Mais Les Misérables sont un miracle dans le monde de l’écriture des romans… Je l'ai dit à plusieurs reprises, allez lire Les Misérables une fois. C'est un livre de sociologie, un livre d'histoire, un livre de critiques, un livre divin, un livre d'amour et de sentiment. »

Il est également un amateur de poésie, a écrit des poèmes sous le pseudonyme « Amin » et a participé à des concours de poésie durant sa jeunesse. Il déclare également avoir été un admirateur du philosophe français Jean-Paul Sartre (lui-même admirateur de Khomeyni et soutien de la révolution iranienne) et de Bertrand Russell pendant sa jeunesse,.
Sa passion l’introduit, à la fin des années 1950, dans les salons littéraires de Machhad où il se lie avec des intellectuels locaux, souvent marqués à gauche, comme le philosophe Alî Sharî'atî, qui mélangeait chiisme et marxisme dans ses œuvres, et le romancier Jalal Al-e Ahmad, qui imputait le retard et le sous-développement de l'Iran à l'émulation de l'Occident par le régime Pahlavi. 
Outre le persan, Ali Khamenei parle couramment l'arabe et l'azéri,.

### Études religieuses
Ali Khamenei commence ses études religieuses à Machhad sous la direction de Hashem Qazwini et de l'ayatollah Milani, puis s'est rendu à Nadjaf, en Irak. Après que son père ait tenté de le renvoyer en Iran, il s'installe à Qom entre 1958 et 1964. Au séminaire de Qom, il suit les enseignements des ayatollah Hossein Tabatabai Borujerdi et Rouhollah Khomeini dont il fait la connaissance à cette occasion. L’opposition de Khomeini à la modernisation de l’Iran sous le régime du shah, jugée contraire à l’islam, aura sur Khamenei une influence décisive.
Marqué par l’empreinte du groupe fondamentaliste chiite Fadayan-e Islam, Ali Khamenei épouse pleinement l’idéologie révolutionnaire de l’ayatollah Khomeini et contribue au recrutement de militants pour porter le projet de son maître.
En 1967, il traduit vers le persan l’ouvrage du Frère musulman Sayyid Qutb « al-Mustaqbal li-hadha al-din » (L’avenir de cette religion), dans lequel l’auteur défend la suprématie politique de l’islam. Dans la préface de sa traduction, Ali Khamenei déclare que l’islam doit moderniser son message pour séduire les jeunes générations. 
Khamenei étudie la philosophie islamique puis devient ayatollah. Dans ses discours, il déplore que la plupart des musulmans aient une vision quiétiste de l'islam restreignant la religion aux rituels et négligeant sa force révolutionnaire. Car ces derniers, selon Khamenei, n'ambitionnaient de bouleverser ni l’ordre social, ni l’ordre politique, et pouvaient s'accommoder de la domination des puissances occidentales sur l'Iran. Dans les années 1970, Khamenei prêche les idées de Khomeini et est arrêté à six reprises par la police iranienne et emprisonné.
Les adversaires de Khamenei ont néanmoins longtemps raillé ses connaissances religieuses limitées.

## Parcours politique

### Révolution iranienne
En 1979, le shah Mohammad Reza Pahlavi, est renversé lors de la révolution iranienne. La carrière politique de Khamenei commence après cette dernière. Selon Muhammad Sahimi (en), Hachemi Rafsandjani, alors confident de Khomeini, fait entrer Khamenei dans le cercle des proches de Khomeini. Plus tard, Hassan Rohani fait en sorte que Khamenei obtienne son premier poste important en 1979 au sein du gouvernement révolutionnaire provisoire de Mehdi Bazargan en tant que vice-ministre de la Défense. 
Khomeini nomme Khamenei au poste d'imam de la prière du vendredi à Téhéran (c'est-à-dire l'imam qui prêche lors de la prière du vendredi) en janvier 1980, après la démission de Hossein Ali Montazeri de ce poste. Pour autant, Khamenei est alors très peu populaire, et n’a ni le charisme ni l'érudition religieuse de son prédécesseur. Le diplomate John Limbert, retenu captif à Téhéran pendant la crise des otages américains en Iran, rencontre Ali Khamenei pendant sa détention, et déclare à son sujet : « Je ne me voyais pas du tout en train de discuter avec un politicien de premier plan. Je n’avais d’ailleurs jamais entendu parler de lui. ». 

### Tentative d’assassinat

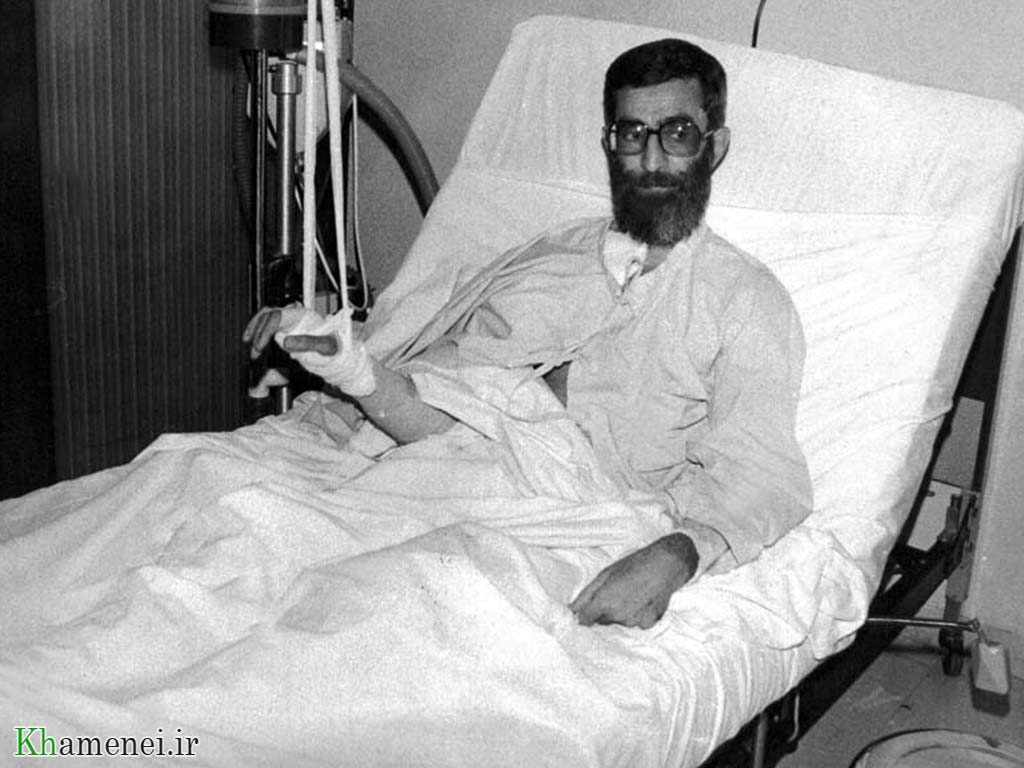
Ali Khamenei à l'hôpital après la tentative d'assassinat.

Le 27 juin 1981, à la mosquée d'Abouzar à Téhéran, Ali Khamenei est victime d'un attentat. Une bombe est placée dans un magnétophone. La convalescence de Khamenei dure plusieurs mois et son bras, ses cordes vocales et ses poumons sont gravement touchés. Il perd l'usage de son bras droit.

### Président de la République
Quelques mois plus tard, après la tentative d’assassinat ratée contre lui, Khamenei est élu le 2 octobre 1981 président de la République islamique, succédant à Mohammad Ali Radjaï, assassiné le 30 août précédent. Il est  le premier ayatollah à occuper ce poste. Cette fonction revêt cependant surtout une dimension symbolique à l'époque ; le pouvoir réside en effet d’abord chez le guide suprême, ensuite au niveau du Premier ministre (fonction alors occupée par Mir Hossein Moussavi). Khamenei est également élu représentant de Téhéran à l'Assemblée consultative islamique.
Le 9 octobre, dans son discours d'investiture présidentielle, Khamenei s'engage à combattre « la déviation, le libéralisme et les gauchistes influencés par les États-Unis ». Selon l'association Iran Chamber Society, l'opposition au gouvernement, qui agit par des manifestations non-violentes et violentes, mais aussi par des assassinats, des activités de guérilla et de l'insurrection, fait face à une forte répression au début des années 1980, donc avant et pendant la présidence de Khamenei. Des milliers de militants sans grade des groupes insurgés sont tués, souvent sur décision des tribunaux révolutionnaires. En 1982, le gouvernement annonce que les tribunaux seraient restreints, même si divers groupes politiques armés insurgés continuent d'être réprimés par le gouvernement dans la première moitié des années 1980.
Le 16 août 1985, il est réélu pour un deuxième mandat. Selon Sahimi, Khamenei ne souhaite pas reconduire Mir Hossein Moussavi au poste de Premier ministre mais Khomeini l'y contraint en menaçant « implicitement » de le remplacer à la présidence.

#### Guerre Iran-Irak
Khamenei était l'un des dirigeants iraniens pendant la guerre Iran-Irak dans les années 1980 et a développé des liens étroits avec les gardiens de la révolution, désormais puissants. La présidence de l'Iran qu'il occupe alors n'était qu'un poste symbolique, Khamenei ne joue aucun rôle de premier plan dans la conduite de cette guerre.

#### Fatwa contre Salman Rushdie
Le 14 février 1989, Khomeini lance une fatwa contre l'écrivain Salman Rushdie, auteur du livre Les Versets sataniques.
Salman Rushdie s'excuse et déclare « regretter le choc moral que son livre a fait subir aux adeptes sincères de l'islam ».
Khamenei déclare que les musulmans pourraient pardonner Salman Rushdie si celui-ci reconnaissait ses erreurs et présentait des excuses mais qu'il serait quand même exécuté. Le 19 février 1989, Ali Khamenei affirme :

« Même si Salman Rushdie se repent au point de devenir l'homme le plus pieux de notre temps, il n'y aura aucun changement dans ce décret divin [fatwa]. »

Il stigmatise l'écrivain comme « un apostat dont le sang pourrait être versé impunément », en janvier 2005.
Khamenei rappelle la fatwa en 2015. Depuis l'édiction de la fatwa jusqu'en février 2019 plusieurs personnes sont mortes du fait d’attentats contre les traducteurs, éditeurs de l'écrivain ainsi que lors de la tentative d’assassinat contre Rushdie lui-même.

### Guide suprême de la révolution islamique

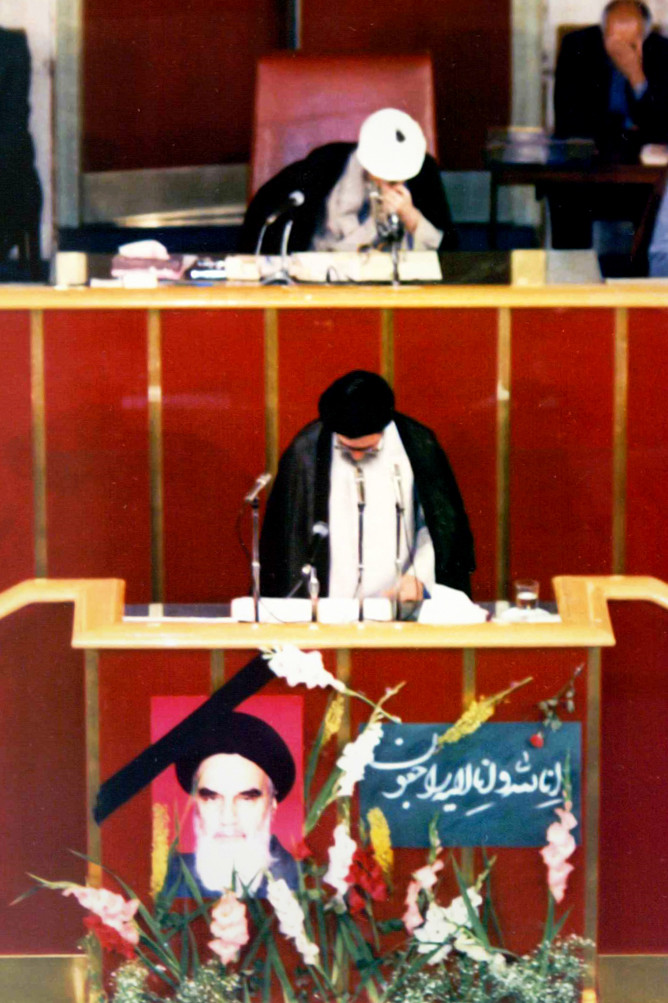
Ali Khamenei lisant le testament de Rouhollah Khomeini, qui confirme Khamenei comme étant son successeur, devant l'Assemblée des experts le 5 juin 1989.

Peu avant sa mort, Rouhollah Khomeini ne désigne pas Hossein Ali Montazeri, qui s'est opposé à lui, comme dauphin. Il lui préfère Ali Khamenei. Le 3 juin 1989, Khomeini meurt à l'âge de 86 ans. Le lendemain, le 4 juin, Khamenei est élu Guide suprême de la Révolution par l'Assemblée des experts, avec de nouveau le soutien du président de l'Assemblée, Hachemi Rafsandjani. La plupart des observateurs le considèrent comme un « dur » du régime, gardien intransigeant des principes et des valeurs de la révolution islamique de 1979, mais ce choix de Khamenei tient aussi au fait qu’il apparaît consensuel aux yeux de l’assemblée. Âgé de seulement 50 ans, mais paraissant plus vieux, il est alors choisi pour suivre les idées de Khomeini et non pour suggérer les siennes.
Il s'adjuge immédiatement un contrôle total des relations extérieures, de la défense, des services de sécurité et de la justice et pèse fortement sur les médias. Dès la fin 1989, c'est lui qui choisit le futur secrétaire général du Hezbollah, Hassan Nasrallah, pour le représenter à Beyrouth.
Khamenei essaie d'asseoir son autorité politique en obtenant une reconnaissance de ses compétences religieuses. La réforme constitutionnelle votée en juillet 1989 avait relâché la contrainte en ne demandant plus que le Rahbar soit un marja, c'est-à-dire une autorité religieuse reconnue par ses pairs, mais seulement un mujtahid. Khomeini aurait d'ailleurs donné le titre de mujtahid à Khamenei sur son lit de mort pour qu'il puisse lui succéder, prévoyant la ratification des changements constitutionnels qu'il avait initiés.
En 1991, la dislocation de l'Union soviétique sonne pour lui un avertissement : la libéralisation économique et politique à l'instigation de Mikhaïl Gorbatchev a affaibli le contrôle de l’État sur la société, rendant celle-ci plus demandeuse de réformes, et conduit, in fine, à sa chute. Ce constat se transforme en obsession et nourrit chez lui une paranoïa envers le peuple iranien et ses responsables politiques, y compris vis-à-vis de ceux qui lui sont acquis idéologiquement.
En 1992, Khamenei est accusé (avec Hachemi Rafsandjani) d'avoir ordonné l'exécution d'opposants iraniens, membres du Parti démocratique du Kurdistan d’Iran qui est alors en lutte armée contre le gouvernement iranien, au restaurant Mykonos de Berlin.
En 1995, Khamenei essaie de se faire nommer marja' suprême d'Iran par l’assemblée des experts, ce qui lui procurerait la prééminence religieuse sur tous les chiites duodécimains, mais, malgré les intimidations (arrestations, tortures…) contre ses opposants (principalement Montazeri et al-Shirazi (en)), il essuie une déconvenue et doit se contenter de se considérer marja mais sans cette reconnaissance par ses pairs. Le Hezbollah le considère comme marja, essentiellement pour garder de bonnes relations avec l'Iran qui le finance. Cette lutte laisse des traces profondes au sein du clergé chiite duodécimain qui se divise entre ceux alignés avec le pouvoir iranien et les autres.

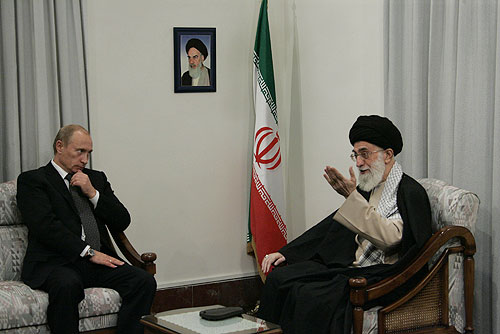
Ali Khamenei et le président russe Vladimir Poutine à Téhéran le 17 octobre 2007.

En 2000, il est classé par le Comité pour la protection des journalistes comme « l'un des dix principaux ennemis de la presse et de la liberté d'expression ».
Durant la présidence du réformateur Mohammad Khatami (1997-2005), Ali Khamenei freine souvent la politique d’ouverture de la société et des institutions voulue par le président, et use de son veto contre les décrets lui déplaisant. Au printemps 2006, il bloque ainsi un décret autorisant l'entrée des femmes iraniennes dans les stades. Plus globalement, il affirme à de nombreuses reprises sa vision sociale discriminatoire envers les femmes. « L’homme est fait pour entrer sur les terrains économiques et financiers… Mais la femme […] doit accoucher, allaiter, elle a un physique fragile, elle est moralement sensible, elle est affective, ne peut entrer dans tous les domaines […], cela crée des restrictions pour les femmes… L’homme, plus fort, est privilégié ». Il est aussi responsable de la fermeture de nombreux journaux et de l'arrestation de journalistes et réformistes.
En 2005, Khamenei soutient l'arrivée à la présidence de l'utraconservateur Mahmoud Ahmadinejad, tout en poursuivant son entreprise de phagocytation des institutions. 
Lors de la crise internationale liée aux caricatures de Mahomet, Khamenei dénonce le 7 février 2006, à Téhéran, la publication de caricatures du prophète de l'islam, dans la presse européenne comme étant une « conspiration sioniste ».
En juin 2009, Ali Khamenei renouvelle son soutien au président sortant Mahmoud Ahmadinejad, réélu dans des conditions contestées par une partie de la société iranienne. En tant que responsable des systèmes judiciaire et policier, il est accusé publiquement par certains réformateurs d'être responsable de la répression contre les opposants à Ahmadinejad. Quelques semaines plus tard, Khamenei adopte cependant une position plus modérée, affirmant n'avoir reçu aucune preuve que l'opposition soit manipulée par des puissances étrangères (comme le dénoncent les conservateurs de l'entourage d'Ahmadinejad) et demandant à la justice de juger sur des preuves solides et non sur des rumeurs.
Selon Reuters, au fil du temps, Khamenei se serait constitué un empire industriel et commercial d'une valeur de 95 milliards de dollars américains, qui constituerait la composante économique de son pouvoir, les deux autres étant le pouvoir politique et le pouvoir militaire.
Atteint d'un cancer de la prostate, il est opéré en septembre 2014. Certaines sources annoncent que son cancer serait métastatique et que son espérance de vie ne dépasserait pas deux ans. Ces allégations relancent une course à sa succession entre modérés et radicaux.
Lors des manifestations de 2019-2020, les manifestants ciblent la république islamique d'Iran dans sa totalité, y compris Ali Khamenei alors que la loi interdit de le critiquer ; dans tout le pays, des portraits le représentant sont brûlés ou détruits.

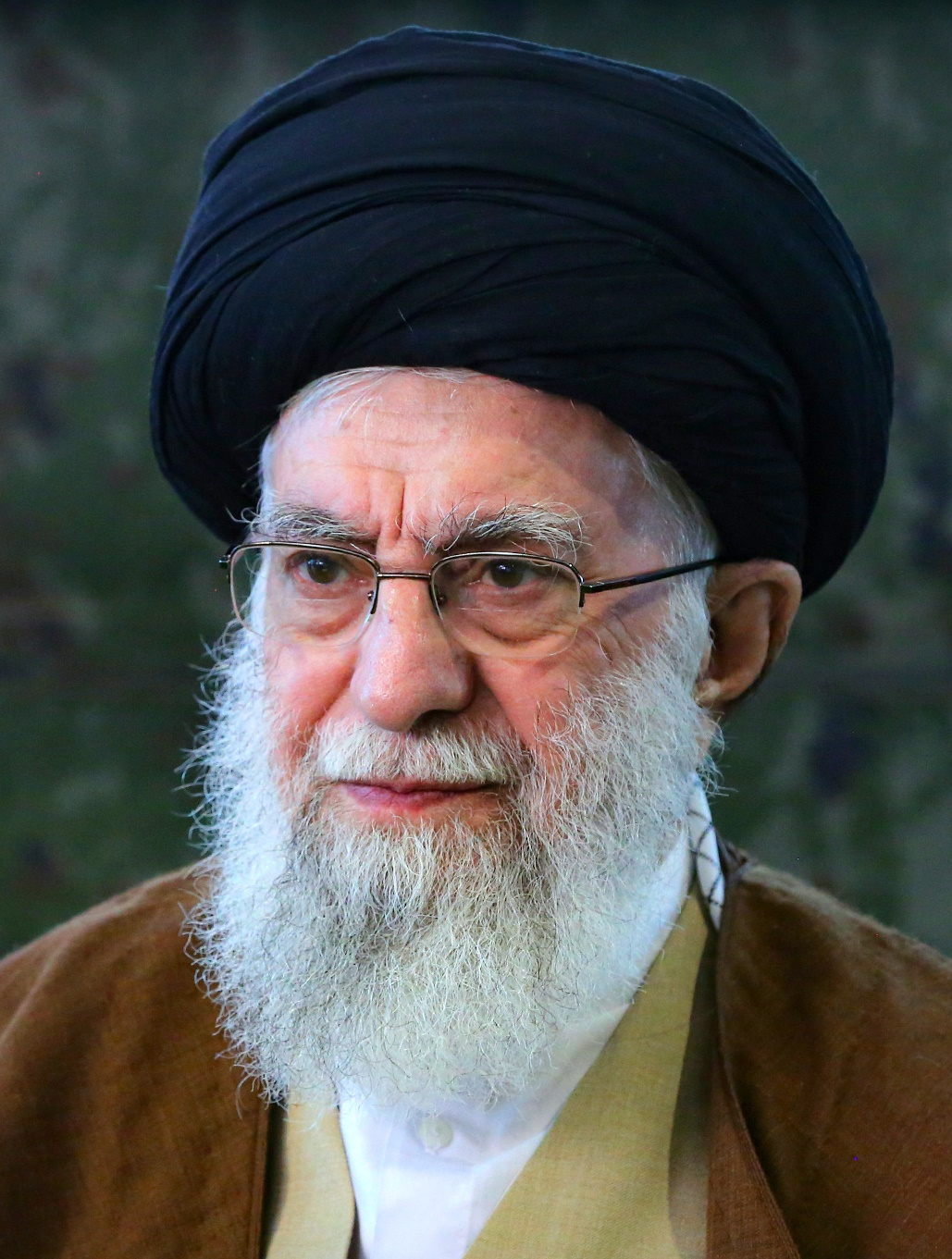
Ali Khamenei en 2023.

Au cours des manifestations qui éclatent dans tout l'Iran pour protester contre la mort de Mahsa Jina Amini et la répression des manifestations, les manifestants scandent « Marg bar dictator ! » (« À bas le dictateur ! »), un slogan utilisé durant la Révolution de 1979 à l'encontre de Mohammad Reza Pahlavi et qui est désormais adressé à Ali Khamenei.
En février 2024, Meta décide de suspendre les comptes Instagram et Facebook d'Ali Khamenei. Cette décision, probablement prise en raison du soutien de Khamenei au Hamas pendant la guerre à Gaza, est contestée par le ministre des Affaires étrangères iranien,.
Le 13 juin 2025, la guerre entre Israël et l'Iran est déclenchée par une attaque surprise d'Israël où l'aviation israélienne bombarde Téhéran, des sites militaires et des installations nucléaires. L'Iran réplique en attaquant plusieurs villes israéliennes, dont Tel Aviv-Jaffa, au moyen de missiles et de drones dont une large proportion est arrêtée par le dôme de fer israélien. Le conflit entraîne la mort de civils dans les deux pays. Alors que son régime est fragilisé par la mort de nombreux scientifiques et chefs militaires assassinés par Israël, Khamenei affirme que l'Iran ne capitulera jamais et que « la bataille ne fait que commencer » contre l'État hébreu. Il menace les États-Unis si ceux-ci interviennent en faveur d'Israël. 
Ali Khamenei se réfugie dans un bunker par crainte d'assassinat. Face à cette situation de guerre considérée comme la plus grave depuis la guerre Iran-Irak des années 1980, le Guide suprême prend des mesures exceptionnelles de préservation du régime : il suspend ses communications électroniques, ne communique plus avec ses commandants que par l'intermédiaire d'un aide de confiance, et désigne des remplaçants pour sa chaîne de commandement militaire. Dans une démarche sans précédent, il nomme également trois clercs seniors comme candidats potentiels à sa succession et demande à l'Assemblée des experts de choisir rapidement son successeur parmi ces trois noms en cas de décès, rompant ainsi avec la procédure habituelle qui peut prendre des mois. 

## Bilan politique

### Politique économique
Son bilan économique est marqué par les conséquences de l'isolement international de l'Iran du fait des sanctions qui lui sont imposées par les États-Unis. 
Malgré cela, il parvient à nouer une alliance avec les gardiens de la révolution leur permettant de bâtir un empire économique qui échappe au regard du gouvernement, pesant jusqu'à 60 % du PIB iranien et incluant divers trafics, comme la drogue. En outre, selon une enquête de Reuters, Khamenei serait personnellement en 2013 à la tête d'un empire économique d'une valeur estimée à 95 milliards de dollars. Ce dernier émane d’une entité opaque baptisée « Setad », fondée par Khomeiny peu avant sa mort pour gérer et vendre les propriétés abandonnées des émigrés iraniens ayant fui la révolution. Initialement pensée pour venir en aide aux pauvres, cette entité est devenue depuis lors un gigantesque conglomérat disposant de parts dans de nombreux secteurs de l’économie.

### Politique sociale
À la suite de son arrivée au pouvoir en 1989, poursuivant sur la trajectoire de son prédécesseur, Ali Khamenei contribue à transformer la révolution iranienne en une longue « contre-révolution », porteuse de nombreuses contradictions, elles-mêmes vectrices d’élans révolutionnaires. Par exemple, depuis son arrivée au pouvoir, les taux d’éducation et d’alphabétisation des femmes ont considérablement augmenté, mais leurs droits ont été de plus en plus limités. Outre le décalage de plus en plus flagrant entre son autoritarisme théocratique et les aspirations démocratiques et séculaires d'une part croissante de la population iranienne, de plus en plus de chercheurs et d'analystes accusent Khamenei d'avoir transformé l'Iran en une « gérontocratie ». Lui-même exerçant la plus haute fonction politique du pays étant âgé de 86 ans et l'âge moyen dans l'assemblée d'experts qui l'entoure dans ses fonctions de 65 ans, tandis que la moyenne d'âge dans la population iranienne est de 33 ans. Alors qu'en près d'un demi-siècle, le visage du pays s’est métamorphosé, Ali Khamenei ne s’est jamais défait de ses obsessions conservatrices.

### Politique étrangère
Khamenei a « la responsabilité directe » de la politique étrangère, qui « ne peut être menée sans sa participation et son approbation directes ». Il dispose d'une équipe de politique étrangère indépendante de celle du président « qui comprend deux anciens ministres des Affaires étrangères » et « peut à tout moment de son choix s'impliquer dans le processus et 'corriger' une politique ou une décision erronée ». Sa politique étrangère suivrait une voie qui évite la confrontation, mais aussi l’accommodement avec l’Occident.
À la présidence de l'Iran, Ali Khamenei participe à l’établissement des relations internationales du régime illustré par son voyage à New York, au siège des Nations unies, en 1987, et en Corée du Nord en 1989. Depuis lors, il n’a plus quitté l'Iran.
Lorsqu'il arrive au poste de guide suprême en 1989, l'Iran sort d'une longue guerre avec l'Irak qui a été largement soutenue par des alliés extérieurs dans son projet d'invasion du territoire iranien. Le régime iranien, craignant pour sa survie, tente de mettre en place une politique de dissuasion basée d'une part sur l'obtention de missiles, voire de l'arme nucléaire, d'autre part sur l'association avec des milices chiites étrangères. Le rôle de ses dernières situées au Liban, en Irak, en Syrie, en Afghanistan et au Yémen, est de constituer une ligne de défense à l'extérieur de l'Iran pour que plus aucune bataille de ne situe sur son territoire. 
En 2015, Khamenei condamne l'intervention saoudienne au Yémen dirigée contre ses alliés chiite, les houthis, et compare l’Arabie saoudite à Israël en l'accusant de génocide.
Khamenei condamne la persécution des musulmans Rohingyas au Myanmar et a qualifié la dirigeante de facto du Myanmar et lauréate du prix Nobel de la paix, Aung San Suu Kyi, de « femme brutale ».

## Prises de position

### États-Unis
Ali Khamenei déclare que les États-Unis sont « l'ennemi numéro un » de l’Iran.

### Israël
Ali Khamenei qualifie Israël de « tumeur cancéreuse » en 2009 et dans un livre intitulé Palestine publié en 2011 ou 2012. Selon lui, il faut éliminer Israël et il déclare le soutien de l'Iran à tout groupe armé qui combattra ce pays.
Fin novembre 2013, il déclare qu'« Israël est voué à la disparition ».
En juillet 2014, il explique souhaiter cette disparition grâce à un référendum auquel participeraient à la fois les Arabes et les Juifs qui vivent au Proche-Orient. Il précise « La seule solution, c'est l'anéantissement d'Israël, mais cela ne veut pas dire la destruction des Juifs de cette région ». Il nomme son projet « la solution finale ».
En septembre 2015, il estime que « Dieu merci, Israël n'existera plus en 2040 »,.
En 2023, il félicite les personnes ayant organisé et perpétré les attaques commises par le Hamas et l'opération Déluge d'al-Aqsa mais affirme toutefois que l'Iran n'est pas responsable de ces attaques. Dans les faits néanmoins, la montée en puissance de Téhéran sous Khamenei n’a apporté aucun gain substantiel pour les Palestiniens, tandis qu'en juin 2025, lors de la montée en intensité de la guerre Israël–Iran, Israël est plus fort que jamais.

### Sur les Juifs
Le 21 mars 2014, dans un discours, Ali Khamenei tient des propos révisionnistes et doute de la véracité de l'Holocauste. Il estime que « L'Holocauste est un événement dont la réalité est incertaine. Et, si ça s'est passé, alors personne ne peut dire comment ça s'est passé »,.
En 2019, Khamenei affirme que l'Iran n'a aucun problème avec les Juifs mais uniquement avec Israël en tant qu'État et qu'il n'est pas antisémite.
Le 11 juin 2022, il publie un tweet considéré comme antisémite dans lequel il déclare : « Les sionistes ont toujours été un fléau, bien avant la création de leur régime frauduleux ».

### Lettres ouvertes
En janvier 2015, après une série d'attentats terroristes islamistes en France, Ali Khamenei écrit une lettre ouverte Aux jeunes d’Europe et d’Amérique du Nord où il les appelle à faire la connaissance de l'islam, non pas par des intermédiaires, mais directement par les sources,. Le 29 novembre 2015, après les attentats de Paris du 13 novembre, Ali Khamenei a adressé une seconde lettre aux jeunes de France et d'Europe,.
Khamenei a écrit une lettre aux étudiants américains le 30 mai 2024. Tout en qualifiant les actions d'Israël de « génocide et d'apartheid », Khamenei a demandé aux étudiants de poursuivre leurs protestations contre ce qu'il a appelé « le régime sioniste brutal ». Dans sa lettre, l'Ayatollah Ali Khamenei a exprimé son empathie et sa solidarité avec les étudiants qui protestaient contre les attaques israéliennes à Gaza. Il a qualifié ces étudiants de « branche du Front de Résistance » et a prédit leur victoire avec la « permission de Dieu ».

### Égalité hommes femmes
Selon lui, l'égalité entre hommes et femmes est un complot sioniste visant à détruire la société. Pour Khamenei, les Iraniens doivent s'opposer au féminisme et prendre Fatima comme modèle féminin. Toutefois, il juge que les femmes et les hommes sont égaux dans différents domaines dont la capacité à diriger, à détenir le pouvoir et la spiritualité. Il encourage les femmes à porter le hidjab, mais déclare que celles qui refusent de le porter ne sont pas des infidèles ou des anti-révolutionnaires.
Il estime que les femmes qui font du vélo en public sont indécentes et à ce titre rédige une fatwa pour interdire cette pratique.

## Œuvres
- De la profondeur de la prière (Az jarfayé namaz)
- Pensée islamique dans le Coran (Tarhé kollié andisheye eslami dar Ghorân)
- L’Aube de l’amour (Matlaé Echghe)
- Ali (s), dépassant la pensée (Ali (a), faratar az dzehn)
- Critères d’un choix (Mêyarhâyé yek entekhâb)
- Leçons de morale (Darse Akhlagh)
- La Redécouverte de la voie de l’éloquence (Bazgacht bé Nahjôl-Balagha)
- Bien comprendre l’Islam (Dorost fahmidané Eslam)
- Discours sur l'unité et le fractionnisme (Goftari dar vahdat va tahadzob)
- Imam Sâdiq
- Velayat (velayate)
- Barricade culturelle (Sangaré farhangui)
- Quatre livres principaux de la science des Ridjâl (Tchahar Ketabé aslié elmé Ridjal)
- L’Art dans l’optique de Sayed Ali Khamenei (Hônar az didgâhé Sayed Ali Khamenei)
- La patience
- Un martyr précurseur (Chahidi aghazgar)
- Le But de l’être de deux cent cinquante ans
- L'Esprit du monothéisme

## Traductions
- L'Avenir dans le territoire de l'Islam, de Saïd Qotb (Ayandé dar Ghalmroé Eslam)
- La Paix de l’Imam Hassan (s) (Solhé Emam Hassan (a))
- Tafsir fi Zilâl Qor’ân, de Saïd Qotb
- Les musulmans dans les mouvements de libération en Inde, d’Abdoul al Man’am al Namr
- Critique de la civilisation occidentale de Saïd Qotb